# Maison-Rouge
Maison-Rouge is een gemeente in het Franse departement Seine-et-Marne (regio Île-de-France) en telt 755 inwoners (2004). De plaats maakt deel uit van het arrondissement Provins.

## Geografie
De oppervlakte van Maison-Rouge bedraagt 13,9 km², de bevolkingsdichtheid is 54,3 inwoners per km².
De onderstaande kaart toont de ligging van Maison-Rouge met de belangrijkste infrastructuur en aangrenzende gemeenten.

## Demografie
Onderstaande figuur toont het verloop van het inwonertal (bron: INSEE-tellingen).